# Pfälzische Eisenbahnen

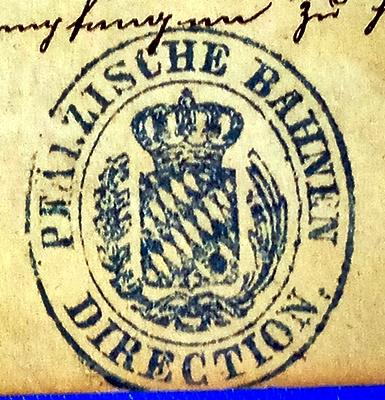
Stempel, „Pfälzische Bahnen Direction“, 1874

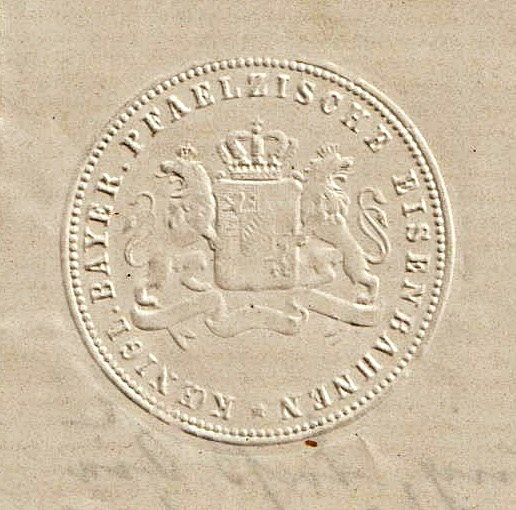
Prägesiegel der Pfälzischen Eisenbahnen, auf Brief von 1874

Als Pfälzische Eisenbahnen (vielfach kurz Pfalzbahn) wird die von 1844 bis 1908 bestehende gemeinsame Direktion und Verwaltung aller privaten Eisenbahngesellschaften auf dem Gebiet der Pfalz (Bayern) bezeichnet. Die Eisenbahndirektion befand sich zuerst in der Provinzhauptstadt Speyer und wurde später nach Ludwigshafen am Rhein verlegt.
Die Gesellschaft entstand mit dem Bau der Pfälzischen Ludwigsbahn durch die gleichnamige Gesellschaft. Mit der seit 1855 gebauten Maximiliansbahn wurde die Betriebsführung und Verwaltung der Maximiliansbahn-Gesellschaft ebenfalls übernommen. Die Betriebsführung und Abrechnung für die Neustadt-Dürkheimer Eisenbahn-Gesellschaft (NDE) kam 1862 dazu. Gleiches geschah mit der Gesellschaft der Pfälzischen Nordbahnen, die 1870 die NDE übernahm.
Im Jahr 1869 stimmten schließlich alle Aktionärsversammlungen einer Fusion der Verwaltung zu, wobei die einzelnen Gesellschaften rechtlich selbstständig blieben und getrennte Bücher geführt wurden. Die Aktien der Neustadt-Dürkheimer Gesellschaft wurden zum 1. Januar 1870 von der Gesellschaft der Nordbahnen übernommen. Gleichzeitig erhielten die verbliebenen drei Gesellschaften neue Konzessionen und eine einheitliche Zinsgarantie.
Ab 1905 machte der bayerische Staat sein Vorkaufsrecht geltend. Am 1. Januar 1909 wurde das damals größte private Eisenbahnunternehmen Deutschlands als Königlich Bayerische Eisenbahndirektion Ludwigshafen in die bayerischen Staatseisenbahnen eingegliedert. Mit dem Ende der Monarchie entfiel das Prädikat „Königlich“. Gemäß den Waffenstillstands-Vereinbarungen wurde die Direktion am 4. Dezember 1918 von einer französischen Feldeisenbahnabteilung besetzt.

## Geschichte

### Vorgeschichte

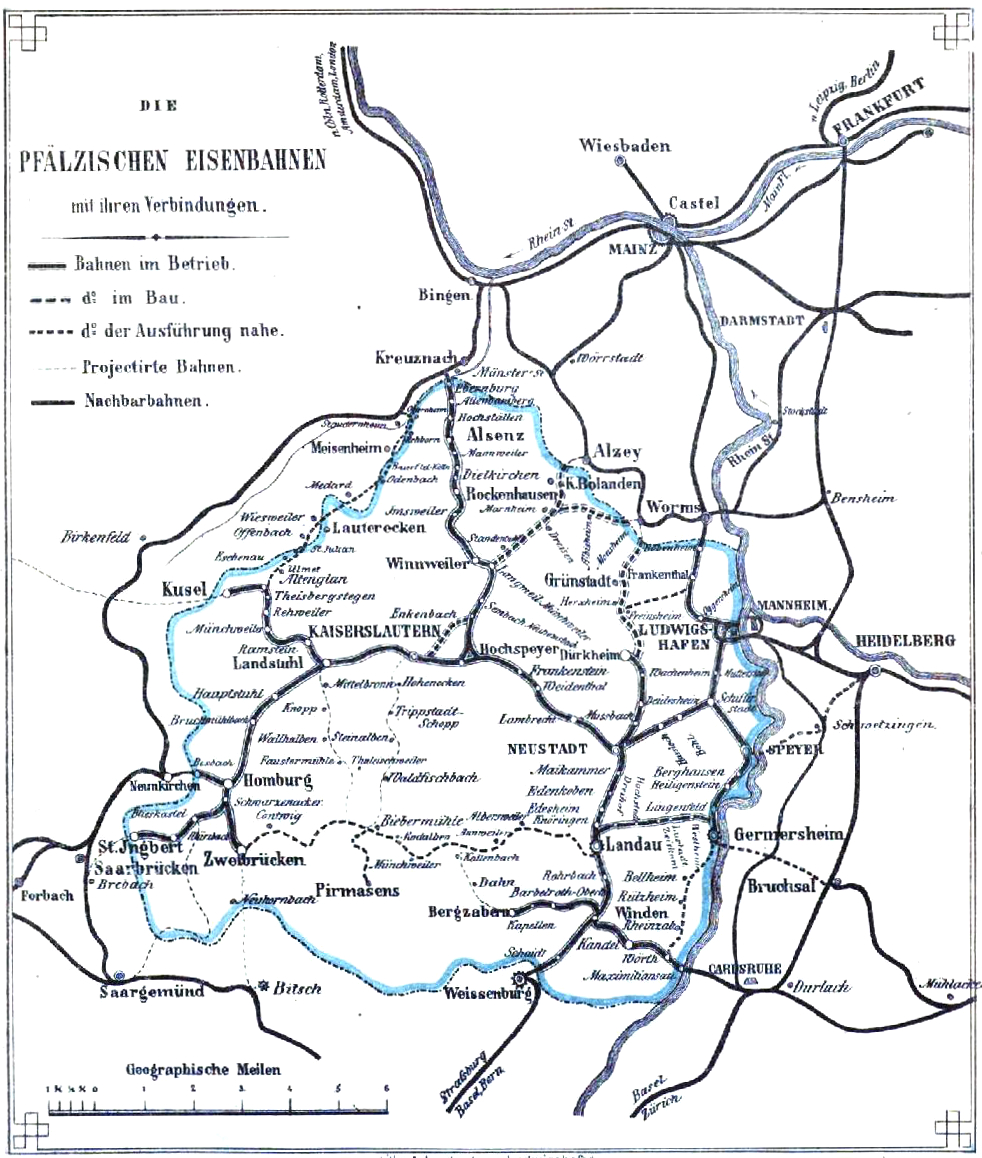
Streckenkarte der Pfälzischen Eisenbahnen mit Stand 1872

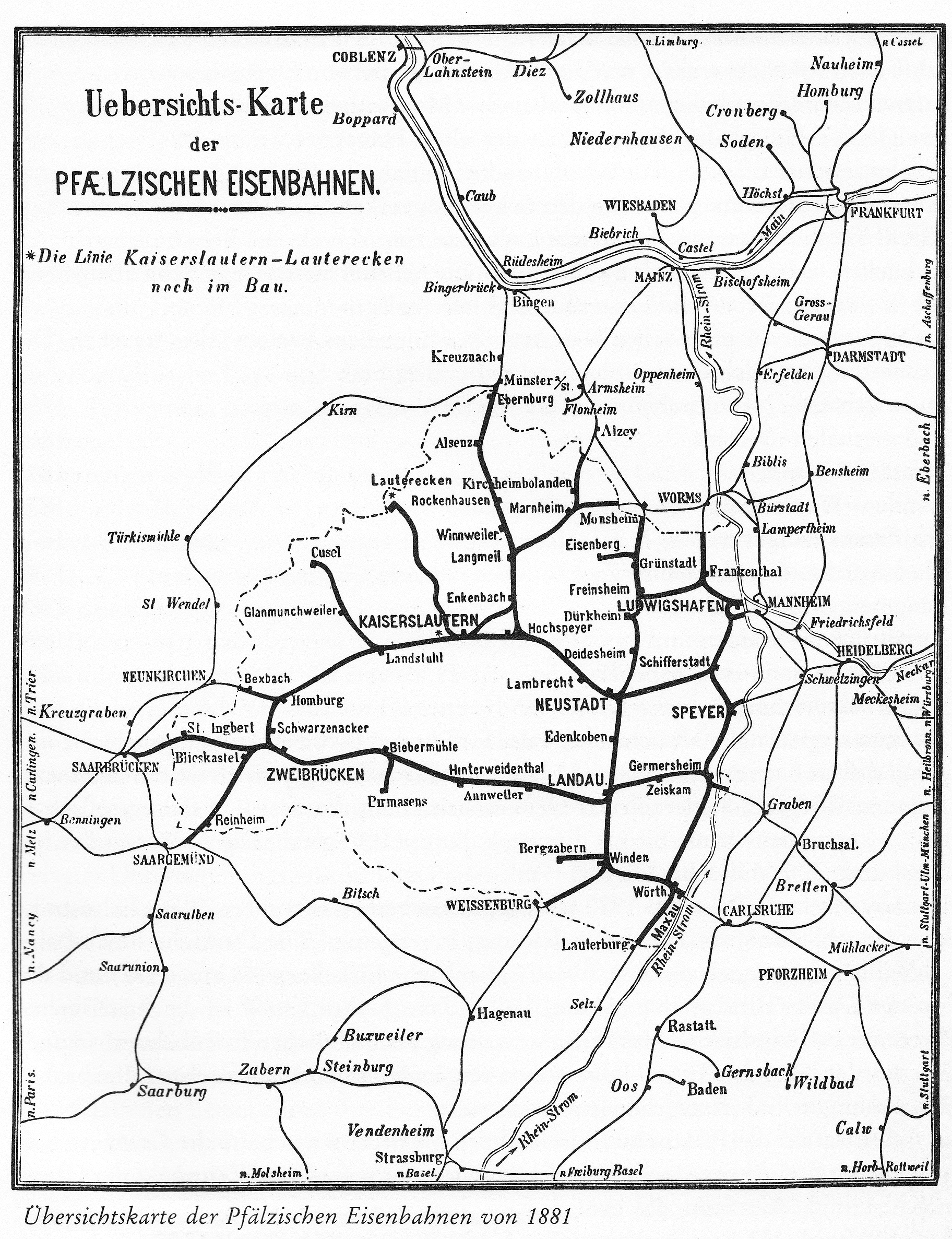
Streckenkarte der Pfälzischen Eisenbahnen von 1881

Mit einem Blick auf die politischen und wirtschaftlichen Verhältnisse zur Zeit der Gründung der pfälzischen Eisenbahnen werden viele der Probleme sichtbar, mit denen die Verfechter des neuen Verkehrsmittels in der Grenzlandregion Pfalz zu kämpfen hatten.
Als Bayern nach der Niederlage Napoleons sich im Ringen mit Österreich als Kompensation für die verlorenen Gebiete Salzburg, Inn- und Hausruckviertel 1816 die neue Provinz einhandelte erhielt diese zuerst den Namen Rheinkreis. Erst ab dem 1. Januar 1838 trug diese linksrheinische Provinz den Namen Pfalz (Bayern). Als Hauptstadt des neuen bayerischen Kreises wurde Speyer bestimmt. Mit 5.320 Quadratkilometern bildete die Pfalz um 1816 zwar den kleinsten der bayerischen Kreise, ihre Bevölkerung von 429.625 Einwohnern machte sie jedoch zum am dichtesten bevölkerten Kreis. Auch 1830 wurde in der Pfalz mit etwa 100 Bewohnern je Quadratkilometer gerechnet, während der Durchschnitt in den übrigen der damals 39 Staaten des Deutschen Bundes nur 45 Bewohner betrug. 80 % der Bevölkerung des Rheinkreises lebte vom Ackerbau, Handel und Gewerbe waren dagegen nur schwach entwickelt. Die gewerbliche Wirtschaft wurde von der Eisenindustrie dominiert, daneben gab es noch nennenswerte Tuchmanufakturen, Papiermühlen und Brauereien.
Die Pfälzer selbst nahmen die Eingliederung in den deutschen Staatenverband mit gewissen Vorbehalten hin, hatten sie über fast ein Menschenalter die Vorzüge des gegenüber der Rechtsprechung in den deutschen Landen wesentlich liberaleren Code civil genossen. Und die so einmal erworbenen Freiheiten waren sie nicht gewillt kampflos aufzugeben, was sich letztlich in den heftigen Revolten der Jahre um 1848 zeigte. Die bayerische Staatsregierung sandte dennoch zu Beginn die fähigsten Beamten in die neue Provinz. Aber ohne Anregungen und Impulse von außerhalb wäre in der ersten Hälfte des 19. Jahrhunderts keine Bahn in der Pfalz gefahren.

### Wirtschaftliche Entwicklung des Eisenbahnnetzes bis 1869
Als unmittelbarer Nachbar des preußischen Teils der Saargegend und des französischen Elsass blieb die Pfalz nicht von den kriegerischen Auseinandersetzungen von 1866 verschont. Zwar gab es keine unmittelbaren militärischen Aktionen, dennoch bedeutete das am 18. Juni 1866 erlassene Ausfuhrverbot für preußische Kohlen – welches über zwei Monate in Kraft blieb – für die Ludwigsbahn eine Umsatzeinbuße von 217.772 Gulden – und für die Maximiliansbahn eine solche von 22.686 Gulden und 25 Kreuzer. Außerdem wurde die Neustadt-Dürkheimer Bahn in ganz erheblichem Maße durch das Fernbleiben der Besucher der Dürkheimer Solbäder in Mitleidenschaft gezogen. Zu Betriebseinstellungen kam es nicht. Durch Diplomatie zur königlich preußischen Direktion in Saarbrücken konnte die Linie Saarbrücken-Neunkirchen-Homburg-Ludwigshafen als einzige Verbindung zwischen den feindlichen Bündnissen offen gehalten werden. Es gab dennoch einen Zuwachs des Güterverkehrs, der zwischen dem 1. Oktober 1865 und dem 31. Dezember 1866 insgesamt 45,5 Millionen Zentner an Gütern und Kohlen betrug. Dieser Zuwachs war offenbar das Ergebnis der verbesserten Verbindung nach Baden durch das Trajekt in Ludwigshafen sowie der Schiffsbrücke bei Maxau.
Der stark wachsende Güterverkehr und die direkte Anbindung an benachbarte Bahngesellschaften ließen den Wunsch nach einem direkten Wagenverkehr bis zum Zielpunkt des Transports wachsen. Dazu bedurfte es aber umfangreicher Abstimmungen nicht nur tariflicher, sondern insbesondere technischer Art. Mit dem im November 1847 gegründeten "Verein deutscher Eisenbahn-Verwaltungen" (ursprünglich "Verband der preußischen Eisenbahn-Directionen", ab Dezember 1847 "Verein deutscher Eisenbahn-Verwaltungen") hatte sich eine Gesellschaft gegründet, die sich auf die Fahnen geschrieben hatte, durch "gemeinsame Berathungen und Handeln das eigene Interesse und dasjenige des Publikums zu fördern", diesem Ziel zu dienen und die Voraussetzungen für den Wagenübergang zwischen den im Verein zusammengeschlossenen Gesellschaften zu fördern. Diesem Verein traten die Pfälzischen Eisenbahnen im Februar 1851 bei.
Das Nebeneinander mehrerer Bahngesellschaften erwies sich für den Bahnbetrieb jedoch als hinderlich. Aus diesem Grund beschlossen diese auf einer Generalversammlung, die am 20. Oktober 1869 stattfand, die zum 1. Januar des Folgejahres wirksame Fusion zu den Vereinigten Pfälzischen Eisenbahnen. Diese fungierte als Betriebs- und Ertragsgemeinschaft. Bayern erklärte sich bereit, bis zum 31. Dezember 1904 Zinsgarantien zu gewähren. Außerdem behielt es sich das Recht vor, ab dem 1. Januar 1905 das pfälzische Streckennetz zu erwerben. Andernfalls würde die Konzession am 1. Januar 1969 verwirken.

### Entwicklung ab 1870
Im Krieg 1870/71 war die Pfalz unmittelbares Aufmarschgebiet der Armeen des deutschen Bundes und die Pfälzischen Eisenbahnen wurden bis an die Grenzen ihrer Kapazität belastet. Der gesamte zivile Verkehr blieb zwischen 23. Juli und 13. August 1870 gesperrt. Zusätzlich wurde zu dieser Zeit der volle Nachtdienst eingeführt, der auch in der Folge erhalten blieb. Der Ausgang des Krieges mit der Einverleibung von Elsass-Lothringen ins deutsche Reichsgebiet bedeutete für die Pfalz, dass sie ihren Status als Grenzland verlor und damit auch gewisse geostrategische Rücksichtnahmen in Bezug auf die direkte Nachbarschaft zu Frankreich in der Entwicklung der Nord-Süd-Bahnen aufgegeben werden konnten. Andererseits bedeutete es aber auch, dass es zu einer direkten Verbindung Saarbrücken-Strassburg via Saargemünd kam. Damit wurde ein Teil des Kohleverkehrs nach Süddeutschland und der Schweiz von den pfälzischen Strecken abgezogen. Nach dem Friedensschluss kam es bei den Pfälzischen Eisenbahnen zu einem ungeahnten Verkehrsaufschwung, welcher erst durch die Gründerkrise (1873 bis 1876) gebremst wurde.

## Planungen und Streckenbau

### Erste Bestrebungen
Bevor Pläne der Ost-West-Verbindung durch die Pfalz nach dem preußischen Saarbrücken existierten, gab es schon 1829 einen Schriftwechsel zwischen Hubert Engelhardt, dem Beauftragten Frankreichs bei der Rheinschiffahrtskommission, und seinem bayerischen Kollegen von Nau über eine Nord-Süd-Linie entlang des Rheins mit einer Seitenlinie nach Saarbrücken zum Anschluss des kohlereichen Saarbeckens. Dabei ging es zum einen den Verkehr eines projektierten Rhein-Seitenkanals von Straßburg nach der Rheinschanze sowie die Konkurrenz auf der Strecke Mannheim–Basel abzufangen.
Die frühesten Anstrengungen, sich das neue Verkehrsmittel Eisenbahn für den wirtschaftlichen Aufschwung der Region zunutze zu machen, gingen von einer Gruppe Kaufleute in Saarbrücken zu Beginn der 1830er Jahre aus. Man versuchte sowohl von der preußischen als auch von der bayerischen Regierung die jeweilige Haltung zu einer solchen Planung zu erfahren. Der bayerische König Ludwig I., war kein Freund der neuen Verkehrstechnik, zumal einer seiner wichtigsten Berater im militärischen Bereich, Feldmarschall Carl Philipp von Wrede, eine vertrauliche Memoire des württembergischen Generalquartiermeisters zitierend, das Schreckensszenario einer sich „ins Herz Teutschlands“ wälzenden französischen Streitmacht entwarf, sofern eine West-Ost-Verbindung durch die Pfalz zur Rheinschanze geschaffen würde. Erst als durch verschiedene Aktivitäten seitens des Elsass, Preußens und auch Badens die Pfalz in ein verkehrspolitisches Abseits zu geraten drohte, sah sich München veranlasst dem durch ein eigenes Bahnprojekt entgegenzuwirken. Mit seiner Entschließung vom 21. Dezember 1837 läutete König Ludwig I. die Herstellung einer Bahn von Bexbach bis zur Rheinschanze ein. Wegen der unsicheren politischen und militärischen Situation in der Grenzprovinz verzichteten die Verantwortlichen auf eine staatliche Bahn und machten den Weg frei für private Investitionen. Die Bayerische Regierung hatte schon am 28. September 1836 mit den Fundamentalbestimmungen für sämtliche Eisenbahnstatuten in Bayern einheitliche Grundlagen wie auch die Spurbreite aller Bahnen festgelegt.

### Entwicklung bis zur Gründung der Pfälzischen Eisenbahnen (1838–1870)
Nachdem am 30. März 1838 in Speyer die Bayerische Eisenbahngesellschaft der Pfalz/Rheinschanz-Bexbacher-Bahn, (die spätere Pfälzische Ludwigsbahn) gegründet worden war, erfolgte die Bauausführung in den Jahren 1844 bis 1849. Von 1847 bis 1849 wurde etappenweise die Pfälzische Ludwigsbahn genannte Verbindung von Ludwigshafen nach Bexbach eröffnet. 1850 wurde das preußische Neunkirchen erreicht und zwei Jahre später Saarbrücken. Bereits 1847 war zeitgleich mit dem Streckenabschnitt Ludwigshafen–Neustadt eine in Schifferstadt abzweigende Stichstrecke nach Speyer entstanden. Eine weitere Stichbahn führte ab 1857 von Homburg nach Zweibrücken. Von dieser aus entstand 1866 und 1867 die sogenannte Würzbachbahn nach St. Ingbert. Ebenfalls 1867 entstand der Lückenschluss zwischen Ludwigshafen und Mannheim.

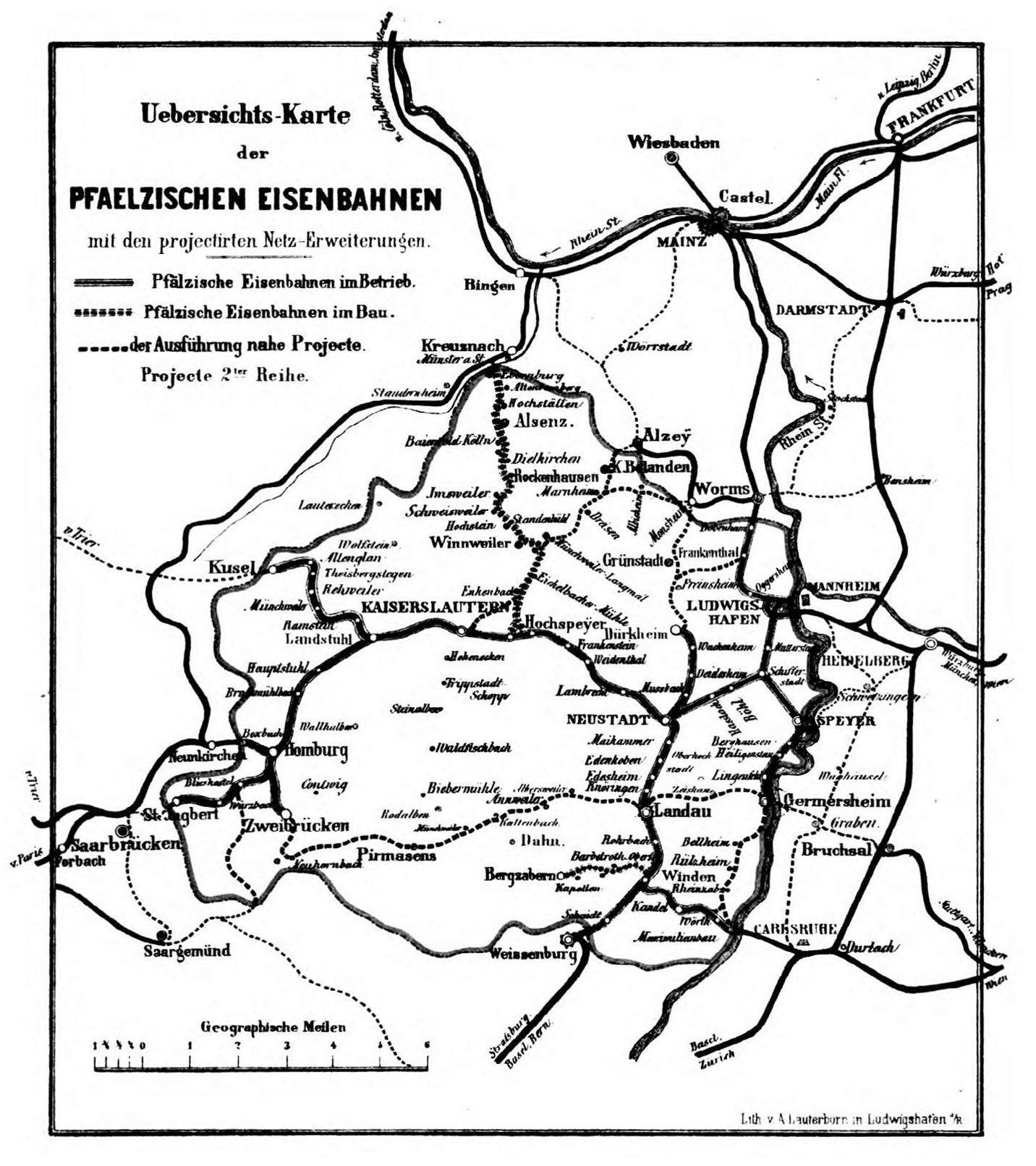
Streckenkarte der Pfälzischen Eisenbahnen mit Stand 1870

Als zweite Gesellschaft wurde am 19. Juli 1852 die Pfälzische Maximiliansbahn gegründet die den Bau einer Bahn von Neustadt an der Haardt nach Wissembourg mit Anschluss an das französische Netz betreiben sollte. Diese wurde 1855 eröffnet. Von 1862 bis 1865 entstand eine in Winden von dieser abzweigende Strecke nach Karlsruhe. 1870 entstand zudem die Strecke nach Bergzabern.
Die Pfälzischen Eisenbahnen traten im Februar 1851 dem Verein Deutscher Eisenbahn-Verwaltungen (VDEV) bei. Damit trug man den wachsenden Anforderungen nach grenzüberschreitendem Verkehr Rechnung. In der Folge wurden dann auch die auf Grund der technischen Vorgaben des Vereins erforderlichen Umrüstungen des Wagen- und Lokomotiv-Parks durchgeführt. Das bezog sich insbesondere auf die Kupplungen und die Puffer.
Auf Betreiben örtlicher Interessenten entstand am 22. Oktober 1862 die Neustadt-Dürkheimer Eisenbahn-Gesellschaft, um Dürkheim an das entstehende Eisenbahnnetz anzuschließen. Schließlich wurde am 18. Juni 1866 die Gesellschaft der Pfälzischen Nordbahnen gegründet, nachdem zuvor ein 1865 abgeschlossener Staatsvertrag mit Preußen die 1870 und 1871 eröffnete Linienführung von Hochspeyer über Alsenz nach Münster am Stein mit Anschluss an die Bahnstrecke Saarbrücken über Bingen nach Mainz ermöglichte. Bereits zuvor hatten die Nordbahnen 1868 die Bahnstrecke Landstuhl–Kusel zur Erschließung der Steinbrüche im Bereich um Altenglan eröffnet.

### Entwicklung unter den Pfälzischen Eisenbahnen (1870–1908)
Mit der Genehmigung zum Fusionsvertrag der Bahngesellschaften zum 1. Januar 1870 wurde diesen ein umfangreicher Katalog an noch im Namen und auf Rechnung der Teilgesellschaften zu bauender Strecken mit gegeben. Die Ludwigsbahn errichtete die Bahnstrecke Landau–Zweibrücken einschließlich der Stichbahn Biebermühle–Pirmasens sowie einige Jahre später als deren Fortsetzung die Bliestalbahn Zweibrücken–Saargemünd. Durch letztere fiel ein größeres Teilstück innerhalb des Reichslandes Elsaß-Lothringen in den Zuständigkeitsbereich der Pfälzischen Eisenbahnen. Die Maximiliansbahn war für die Bahnstrecke Germersheim–Landau und den Lückenschluss zwischen Germersheim–Baden sowie die Verlängerung der Strecke Schifferstadt–Germersheim bis nach Wörth einschließlich deren Fortsetzung nach Straßburg zuständig. Die Nordbahnen verlängerten die Strecke nach Dürkheim über Grünstadt bis ins rheinhessische Monsheim. Die Eistalbahn verband Eisenberg mit Grünstadt. Die Bahnstrecke Freinsheim–Frankenthal sollte diese mit der Bahnstrecke Mainz–Ludwigshafen verknüpfen. Die Donnersbergbahn verband Kirchheimbolanden und Alzey und die Zellertalbahn die Alsenzstrecke mit Worms. Die Bahnstrecke Kaiserslautern–Enkenbach diente als deren Zufahrtsstrecke unter Umgehung von Hochspeyer. Werkstätten befanden sich in Kaiserslautern, Ludwigshafen und Neustadt.

Das Gebiet der Pfalz und seine Bahnen um 1900

Die in den Folgejahrzehnten errichteten Strecken hatten hauptsächlich regionale Bedeutung. Explizit als Nebenbahn konzipiert wurde die 1883 eröffnete Lautertalbahn Kaiserslautern–Lauterecken. Ab 1890 entstand zudem ein schmalspuriges Lokalbahnnetz im Raum Ludwigshafen in Form der Verbindungen Frankenthal–Großkarlbach, Ludwigshafen–Frankenthal und Ludwigshafen–Dannstadt.
Aus strategischen Gründen erhielt die Würzbachbahn zwischen Würzbach und St. Ingbert 1895 eine neue Streckenführung über Rohrbach. 1904 entstand mit der Direktverbindung Homburg–Rohrbach die kürzest mögliche Route zwischen Homburg und Saarbrücken. Im selben Jahr wurde als letztes größeres Bahnprojekt der Pfälzischen Eisenbahnen die in Teilen bereits 1868, 1896 und 1897 errichtete Glantalbahn Homburg–Münster vollendet, die ebenfalls vorzugsweise militärischen Zwecken dienen sollte. Aufgrund des unregelmäßigen Grenzverlaufs zwischen Bayern und Preußen im mittleren und unteren Glantal waren sie dort stellenweise für Abschnitte außerhalb der Pfalz zuständig. Die letzte unter der Regie der Pfälzischen Eisenbahnen eröffnete Strecke war die 1905 und 1908 in zwei Etappen eröffnete Lokalbahn Speyer–Neustadt. Der 1908 vollendete Abschnitt Geinsheim–Neustadt wurde aufgrund der sich abzeichnenden Verstaatlichung des pfälzischen Eisenbahnnetzes bereits auf Kosten des bayerischen Staates realisiert.

### Ab 1909
Am 1. Januar 1909 gingen die Pfälzischen Eisenbahnen schließlich in das Eigentum der Bayerischen Staatseisenbahnen über. Innerhalb letzterer firmierte sie fortan als Königlich Bayerische Eisenbahndirektion Ludwigshafen am Rhein. Da die wesentlichen und für den Transitverkehr notwendigen Routen bereits gebaut waren, wurden nach der Übernahme der Pfälzischen Eisenbahnen in die Königlich bayerische Staatsbahnen nur noch wenige Projekte realisiert. Es handelte sich dabei zum einen um Streckenergänzungen und zum anderen um zusätzliche Stichstrecken im Lokalbahnbereich.
- am 23. Januar 1909 wurde die Strecke Lambrecht–Elmstein eröffnet, die inzwischen als Museumsbahn betrieben wird
- am 1. Dezember 1911 gingen die Strecken Hinterweidenthal–Bundenthal in Betrieb sowie die Strecke Otterbach–Otterberg
- am 1. August 1913 wurde die Strecke Waldfischbach–Kaiserslautern und damit die durchgehende Strecke Pirmasens-Kaiserslautern eröffnet
- am 15. Dezember 1913 begann der Verkehr auf der Strecke Zweibrücken–Hornbach
- am 15. Oktober 1914 wurde die Strecke Otterbach–Weilerbach in Betrieb genommen
- am 1. Oktober 1916 fand auf der Strecke Hornbach–Brenschelbach erster Verkehr statt
- und am 21. Juni 1920 auf der Strecke Weilerbach–Reichenbach

Als weitere Folge des Ersten Weltkriegs und der Abschaffung der Monarchie lautete die Bezeichnung ab Dezember 1918 nur noch Bayerische Eisenbahndirektion Ludwigshafen am Rhein und ab Mai 1920 Eisenbahndirektion Ludwigshafen (Rhein). Am 10. März 1920 trat sie zudem ihr westliches Streckennetz ab, das Teil des neu geschaffenen Saargebiets wurde. Betroffen waren die Bahnstrecke Homburg–Neunkirchen sowie Teile der Strecken Mannheim–Saarbrücken, Homburg–Zweibrücken, Landau–Rohrbach, der Bliestalbahn, der Glantalbahn und der Hornbachbahn. Die Konstitution als Reichsbahndirektion Ludwigshafen fand am 6. Juli 1922 statt. Mit ihrer schrittweisen Auflösung in den Jahren 1936 und 1937 wurden die ehemaligen Strukturen der Pfälzischen Eisenbahnen endgültig aufgelöst.

## Verwaltung

Gebäude der Direktion der pfälzischen Eisenbahnen in Ludwigshafen, um 1905

Bis zur Fusion gab es bei den Einzelgesellschaften dezidierte Verwaltungen im Wesentlichen für die Bauphase. Die Aufsichtsräte der einzelnen Aktiengesellschaften entsandten gewählte Vertreter in die Verwaltung und Direktion. Dazu gehörten die von der Staatsregierung ernannten Mitglieder. Ein besonderes Aufsichtsorgan war der vom König ernannte Kommissär als Vertreter der bayerischen Staatsregierung. Diese Funktion wurde wahrgenommen vom Direktor der Kammer der Finanzen beim Speyerer Regierungspräsidium.

### Die Fusion
Auf der außerordentlichen Generalversammlung aller Pfälzischen Eisenbahngesellschaften vom 20. Oktober 1869 wurde die Fusion der vier bestehenden Gesellschaften als „Vereinigung der Pfälzischen Eisenbahn-Gesellschaften, zu einer Gemeinschaft des Betriebs und Ertrages, zum Zwecke des Ausbaus des Pfälzischen Eisenbahnnetzes, zur Beseitigung der Concurrenzverhältnisse und zur Vereinfachung der Verwaltung“ beschlossen. Dieser von der Verwaltung gestellte Antrag wurde nach längerer Diskussion von den Mitgliedern der Ludwigsbahn mit 642 Stimmen gegen 22 Stimmen angenommen. Die Mitglieder der Maximiliansbahn, der Nordbahn und der Neustadt-Dürkheimer Bahn nahmen den Vorschlag einstimmig an.

### Organisationsstruktur

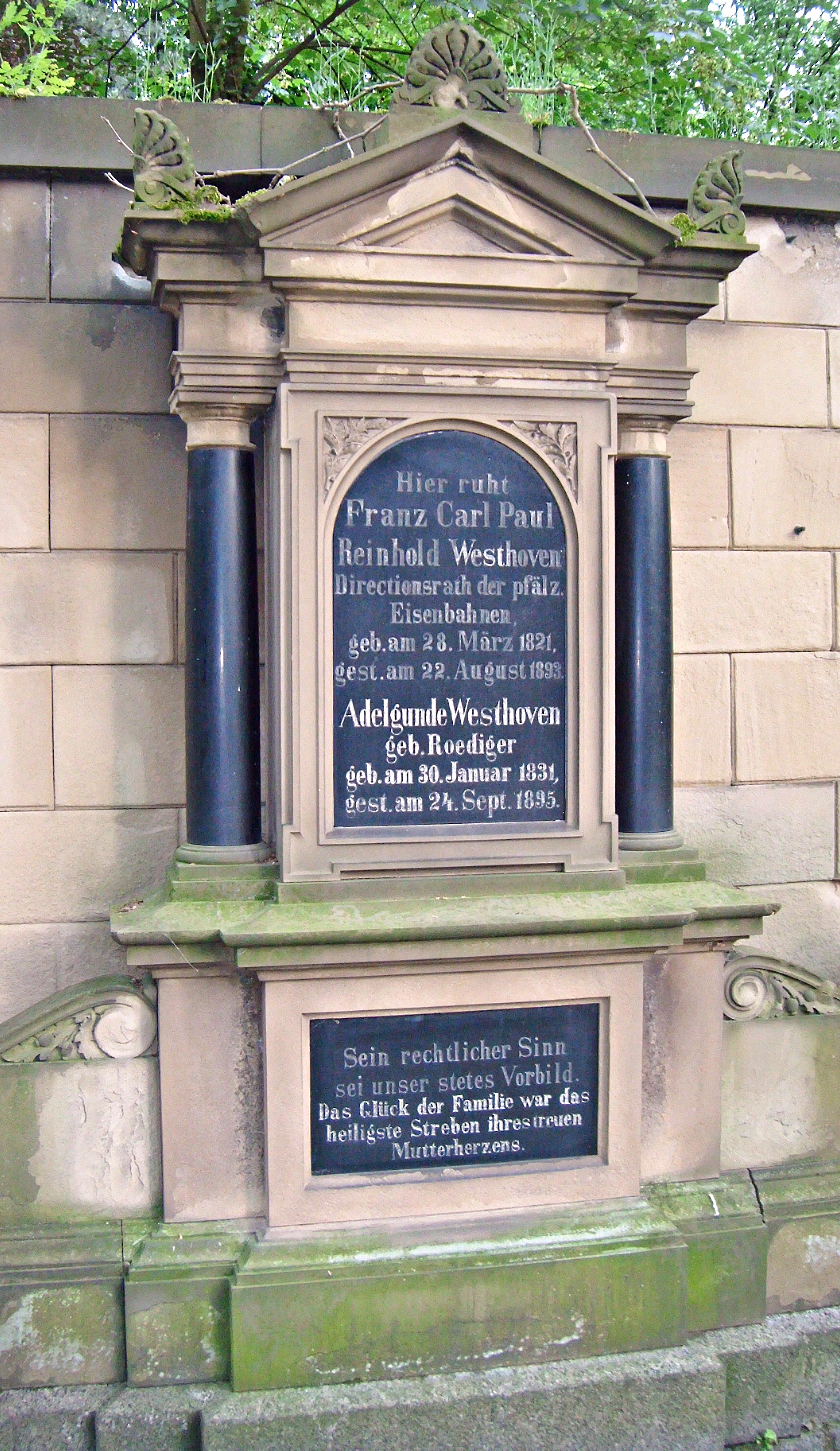
Grabmal eines Direktionsrates der Pfälzischen Eisenbahnen, Hauptfriedhof Ludwigshafen am Rhein

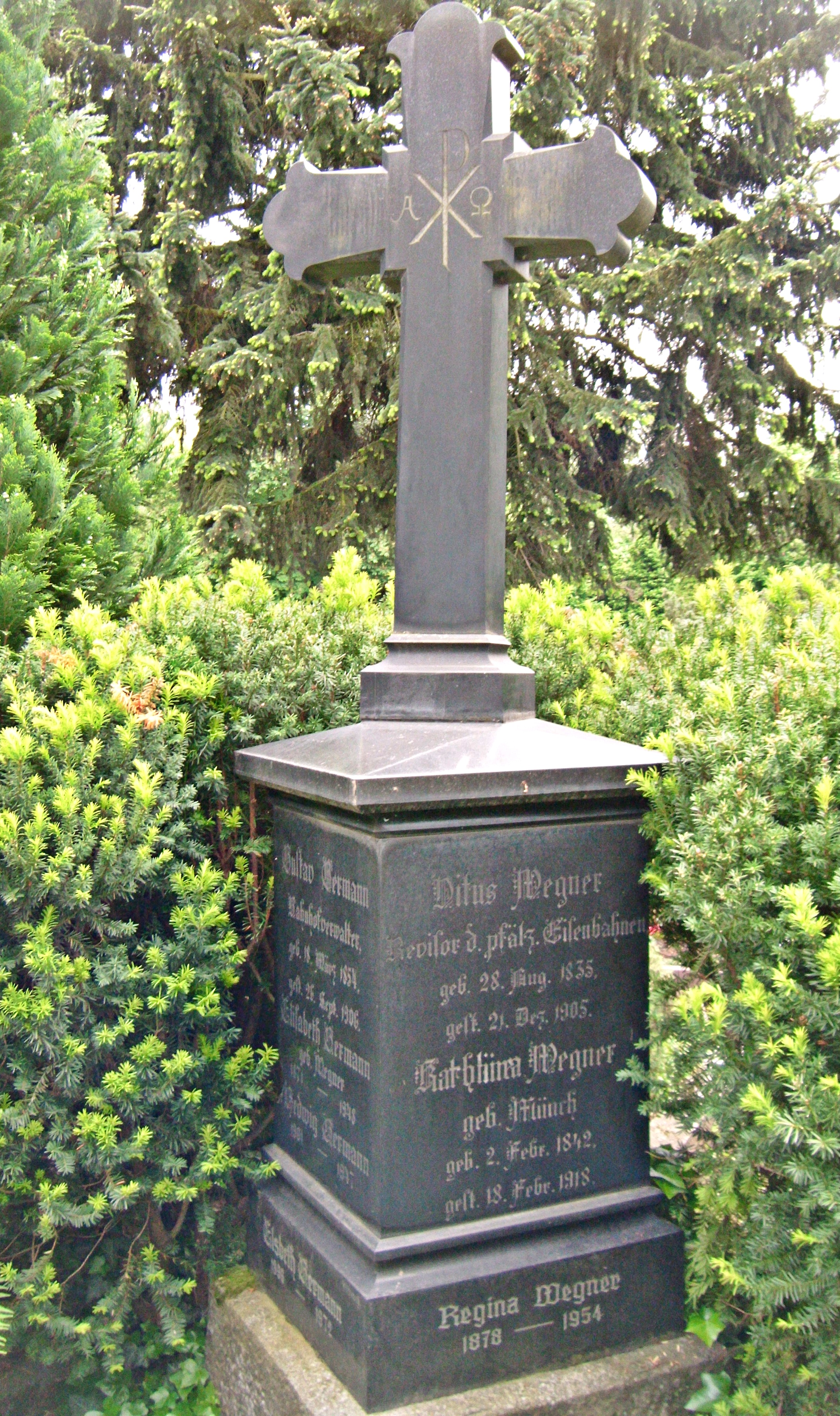
Grabmal eines Revisors der Pfälzischen Eisenbahnen, Hauptfriedhof Ludwigshafen am Rhein

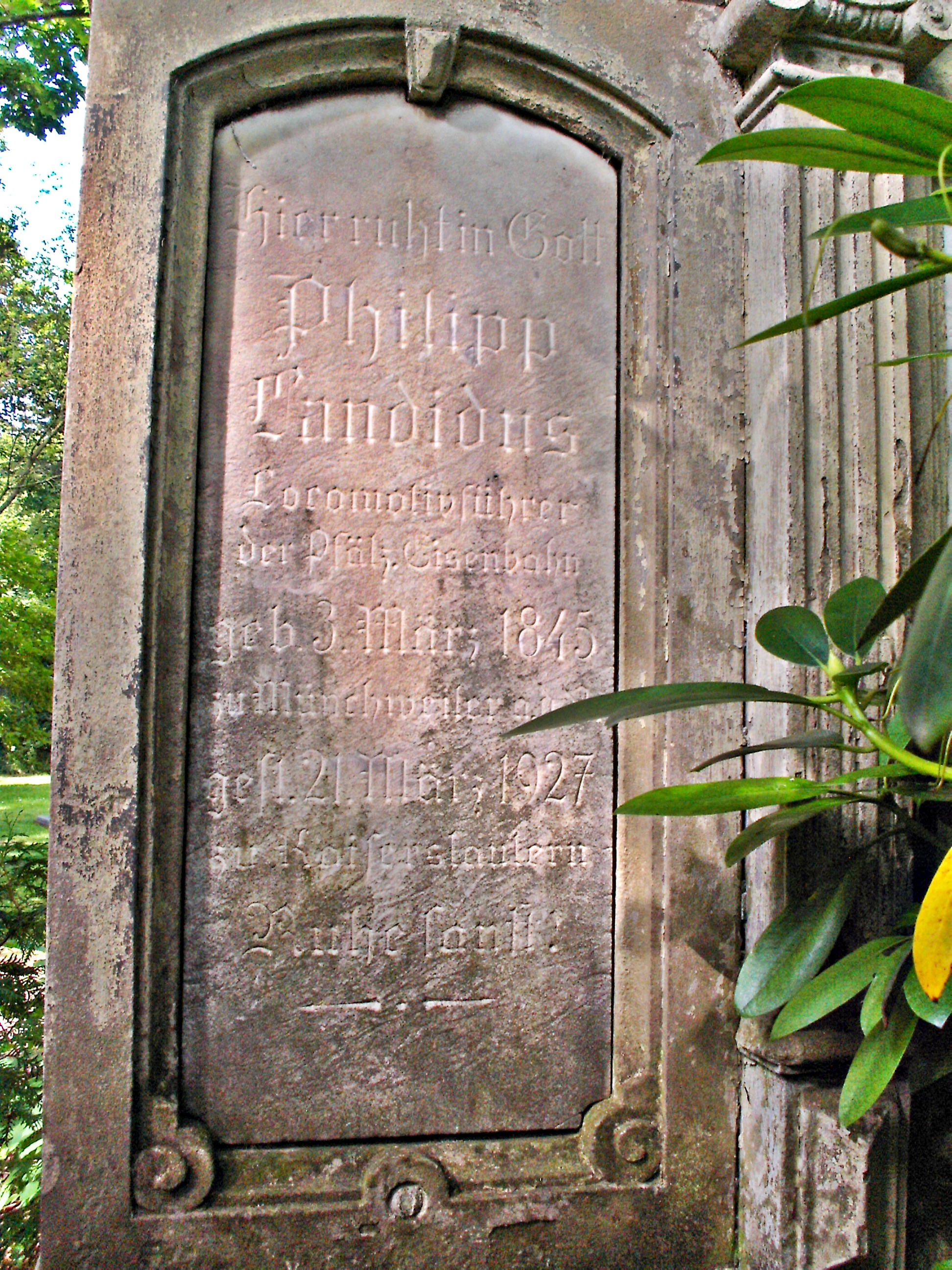
Grabstein eines Lokomotivführers der Pfälzischen Eisenbahnen, Hauptfriedhof Kaiserslautern

Mit der Aufbau der gemeinsamen Dachgesellschaft Pfälzische Eisenbahnen ging 1870 der Aufbau einer geänderten Organisationsstruktur einher. Da es sich um eine Privatbahn handelte und der Direktor der Bahn über jede Ausgabe den Aktionären gegenüber Rechenschaft ablegen musste, musste die Zahl der leitenden Beamten stets auf das notwendige Maß beschränkt bleiben. Beispielhaft hier die Verwaltung und Organisation von 1873:
| Verwaltungsrat                                                | bestehend aus |
| ------------------------------------------------------------- | --- |
|                                                               | 12 von der Regierung ernannte Mitglieder 12 gewählte Mitglieder aus den Aufsichtsräten der drei Gesellschaften                                     |
| Direktion                                                     | bestehend aus |
|                                                               | Direktor Stellvertretender Direktor (zugleich Obermeister)                                                                                         |
| Oberbeamte                                                    | Obermaschinenmeister (OMM) Hauptkassierer Oberingenieur Ober-Güterinspektor Ober-Betriebsinspektor                                                 |
| Büros                                                         | Architekturbüro Technisches Büro Reklamationsbüro Kontrollbüro Büro der Wagenverwaltung Maschinenmeister, Assistent des OMM (ab 1874 zweiter OMM)  |
| Bahnunterhaltung und Bahnaufsicht                             | bestehend aus |
|                                                               | 9 Bezirksingenieure mit 6 Assistenten und 21 Bahnmeistern Telegraphen-Werkmeister in Ludwigshafen Bahnhöfe und Stationen                           |
| Werkstätten: Ludwigshafen Kaiserslautern Neustadt a.d./Haardt | 1 Maschinenmeister, 1 Werkmeister, 2 Werkführer 1 Maschinenmeister, 1 Werkmeister, 4 Werkführer 1 Werkmeister mit insgesamt 750 Werkstattarbeitern |
|                                                               | Zentralmagazin in Ludwigshafen |
|                                                               | Kohlenagentur in Neunkirchen |
| Schiffsbrücken in Maximiliansau und Speyer                    | mit je einem Brückenmeister |
| Fahrdienst                                                    | 3 Zugrevisoren, 114 Lokomotivführer, 17 Lehrlinge 103 Heizer, 76 Zugführer, 108 Schaffner 42 Güterzug- und 32 Kohlenzugbremser                     |
| Bahnbau                                                       | Sektionsingenieure |
| Steinbrüche in Weidenthal, in Rammelsbach und in Königsbach   | mit je einem Oberaufseher |

Diese Struktur blieb bis zur Verstaatlichung bestehen und wurde nur den steigenden Personalstärken angepasst. Die Zahl von sieben bis acht Oberbeamten bleibt bis zur Einbindung in die KBStE konstant. Erst mit der Verstaatlichung erhöhte sich diese Zahl auf das Dreifache.

### Personalia
Zeittafel der Direktoren und technischen Oberbeamten der Pfälzischen Eisenbahnen.
| Jahr                                                                                                   | Technische Oberbeamte der Direktion (ab 1880 Titel „Direktionsrat“)              | Technische Oberbeamte der Direktion (ab 1880 Titel „Direktionsrat“)           | Technische Oberbeamte der Direktion (ab 1880 Titel „Direktionsrat“)                         | Technische Oberbeamte der Direktion (ab 1880 Titel „Direktionsrat“)            | Stellv. Direktor                                        | Direktor                                                                                    |
| Jahr                                                                                                   | Bau                                                                              | Betrieb                                                                       | Obermaschinenmeister                                                                        | Obermaschinenmeister                                                           | Stellv. Direktor                                        | Direktor                                                                                    |
| --- | -------------------------------------------------------------------------------- | ----------------------------------------------------------------------------- | ------------------------------------------------------------------------------------------- | ------------------------------------------------------------------------------ | ------------------------------------------------------- | ------------------------------------------------------------------------------------------- |
| 1844                                                                                                   | Paul Camille Denis, Bahningenieur später Baudirektor 1844–1849                   | Paul Camille Denis, Bahningenieur später Baudirektor 1844–1849                |                                                                                             |                                                                                | Albert Jaeger, Subdirektor 1844–1856                    | Maximilian de Lamotte, Bahndirektor 1844–1849                                               |
| 1845                                                                                                   | Paul Camille Denis, Bahningenieur später Baudirektor 1844–1849                   | Paul Camille Denis, Bahningenieur später Baudirektor 1844–1849                | Eugen Mündler, Maschinenmeister 1845–1856                                                   | Eugen Mündler, Maschinenmeister 1845–1856                                      | Albert Jaeger, Subdirektor 1844–1856                    | Maximilian de Lamotte, Bahndirektor 1844–1849                                               |
| 1849                                                                                                   | Paul Camille Denis, Bahningenieur später Baudirektor 1844–1849                   | Paul Camille Denis, Bahningenieur später Baudirektor 1844–1849                | Eugen Mündler, Maschinenmeister 1845–1856                                                   | Eugen Mündler, Maschinenmeister 1845–1856                                      | Albert Jaeger, Subdirektor 1844–1856                    | Maximilian de Lamotte, Bahndirektor 1844–1849                                               |
| 1850                                                                                                   | (Paul Camille Denis)?                                                            | (Paul Camille Denis)?                                                         | Eugen Mündler, Maschinenmeister 1845–1856                                                   | Eugen Mündler, Maschinenmeister 1845–1856                                      | Albert Jaeger, Subdirektor 1844–1856                    | Paul Camille von Denis, erster Betriebsdirektor bzw. Direktor 1850–1856                     |
| 1856                                                                                                   | Casimir Basler, Oberingenieur Leitung und Betrieb 1856–1880                      | Casimir Basler, Oberingenieur Leitung und Betrieb 1856–1880                   | Eugen Mündler, Maschinenmeister 1845–1856                                                   | Eugen Mündler, Maschinenmeister 1845–1856                                      | Eugen Mündler zeitgleich Obermaschinenmeister 1856–1883 | Albert v. Jaeger, Direktor 1856–1884                                                        |
| 1874                                                                                                   | Casimir Basler, Oberingenieur Leitung und Betrieb 1856–1880                      | Casimir Basler, Oberingenieur Leitung und Betrieb 1856–1880                   | Franz Westhoven, Obermaschinenmeister 1874–1880                                             | Franz Westhoven, Obermaschinenmeister 1874–1880                                | Eugen Mündler zeitgleich Obermaschinenmeister 1856–1883 | Albert v. Jaeger, Direktor 1856–1884                                                        |
| 1880                                                                                                   | Jakob Hamm, Direktionsrat, Baureferent 1880–1883 († 1883)                        | Casimir Basler, Direktionsrat, Betriebsreferent 1880–1887                     | Franz Westhoven, Obermaschinenmeister 1874–1880                                             | Franz Westhoven, Obermaschinenmeister 1874–1880                                | Eugen Mündler zeitgleich Obermaschinenmeister 1856–1883 | Albert v. Jaeger, Direktor 1856–1884                                                        |
| 1883                                                                                                   | Valentin Mühlhäußer, Oberingenieur 1883 Direktionsrat 1884 Baureferent 1883–1894 | Casimir Basler, Direktionsrat, Betriebsreferent 1880–1887                     | Franz Westhoven, Direktionsrat 1880–1889                                                    | Alexander Gayer Direktionsmaschinenmeister 1882 Obermaschinenmeister 1883–1886 | Jakob Lavale 1883/1884                                  | Albert v. Jaeger, Direktor 1856–1884                                                        |
| 1884                                                                                                   | Valentin Mühlhäußer, Oberingenieur 1883 Direktionsrat 1884 Baureferent 1883–1894 | Carl Müller, Oberingenieur 1884 Direktionsrat 1889 Betriebsreferent 1887–1904 | Franz Westhoven, Direktionsrat 1880–1889                                                    | Alexander Gayer Direktionsmaschinenmeister 1882 Obermaschinenmeister 1883–1886 | Gustav Hessert 1884–1886 († 1886)                       | Jakob v. Lavale 1884–1908                                                                   |
| 1886                                                                                                   | Valentin Mühlhäußer, Oberingenieur 1883 Direktionsrat 1884 Baureferent 1883–1894 | Carl Müller, Oberingenieur 1884 Direktionsrat 1889 Betriebsreferent 1887–1904 | Franz Westhoven, Direktionsrat 1880–1889                                                    | Alexander Gayer Direktionsmaschinenmeister 1882 Obermaschinenmeister 1883–1886 | Gustav Hessert 1884–1886 († 1886)                       | Jakob v. Lavale 1884–1908                                                                   |
| 1887                                                                                                   | Valentin Mühlhäußer, Oberingenieur 1883 Direktionsrat 1884 Baureferent 1883–1894 | Carl Müller, Oberingenieur 1884 Direktionsrat 1889 Betriebsreferent 1887–1904 | Franz Westhoven, Direktionsrat 1880–1889                                                    | Alexander Gayer Direktionsmaschinenmeister 1882 Obermaschinenmeister 1883–1886 | Carl Becker 1887–1905 († 1905)                          | Jakob v. Lavale 1884–1908                                                                   |
| 1889                                                                                                   | Valentin Mühlhäußer, Oberingenieur 1883 Direktionsrat 1884 Baureferent 1883–1894 | Carl Müller, Oberingenieur 1884 Direktionsrat 1889 Betriebsreferent 1887–1904 | Franz Westhoven, Direktionsrat 1880–1889                                                    | Alexander Gayer Direktionsmaschinenmeister 1882 Obermaschinenmeister 1883–1886 | Carl Becker 1887–1905 († 1905)                          | Jakob v. Lavale 1884–1908                                                                   |
| 1894                                                                                                   | Hermann Kaerner, Direktionsrat Baureferent 1894–1906 († 1906)                    | Carl Müller, Oberingenieur 1884 Direktionsrat 1889 Betriebsreferent 1887–1904 | Franz Westhoven, Direktionsrat 1880–1889                                                    | Alexander Gayer Direktionsmaschinenmeister 1882 Obermaschinenmeister 1883–1886 | Carl Becker 1887–1905 († 1905)                          | Jakob v. Lavale 1884–1908                                                                   |
| 1896                                                                                                   | Hermann Kaerner, Direktionsrat Baureferent 1894–1906 († 1906)                    | Carl Müller, Oberingenieur 1884 Direktionsrat 1889 Betriebsreferent 1887–1904 | Wilhelm Staby, Obermaschineningenieur 1896 Werkstättenreferent 1897–1908 Direktionsrat 1899 | Alexander Gayer Direktionsmaschinenmeister 1882 Obermaschinenmeister 1883–1886 | Carl Becker 1887–1905 († 1905)                          | Jakob v. Lavale 1884–1908                                                                   |
| 1900                                                                                                   | Hermann Kaerner, Direktionsrat Baureferent 1894–1906 († 1906)                    | Carl Müller, Oberingenieur 1884 Direktionsrat 1889 Betriebsreferent 1887–1904 | Wilhelm Staby, Obermaschineningenieur 1896 Werkstättenreferent 1897–1908 Direktionsrat 1899 | Alexander Gayer Direktionsmaschinenmeister 1882 Obermaschinenmeister 1883–1886 | Carl Becker 1887–1905 († 1905)                          | Jakob v. Lavale 1884–1908                                                                   |
| 1904                                                                                                   | Hermann Kaerner, Direktionsrat Baureferent 1894–1906 († 1906)                    | Carl Müller, Oberingenieur 1884 Direktionsrat 1889 Betriebsreferent 1887–1904 | Wilhelm Staby, Obermaschineningenieur 1896 Werkstättenreferent 1897–1908 Direktionsrat 1899 | Alexander Gayer Direktionsmaschinenmeister 1882 Obermaschinenmeister 1883–1886 | Carl Becker 1887–1905 († 1905)                          | Jakob v. Lavale 1884–1908                                                                   |
| 1905                                                                                                   | Friedrich Rünnewolf seit 1907 Kgl. Regierungsrat                                 |                                                                               | Wilhelm Staby, Obermaschineningenieur 1896 Werkstättenreferent 1897–1908 Direktionsrat 1899 | Alexander Gayer Direktionsmaschinenmeister 1882 Obermaschinenmeister 1883–1886 | Alexander Gayer 1905–1908                               | Jakob v. Lavale 1884–1908                                                                   |
| mit dem 1. Januar 1909 Übernahme der Pfälzischen Eisenbahnen durch die Kgl. Bayerische Staatseisenbahn |                                                                                  |                                                                               |                                                                                             |                                                                                |                                                         |                                                                                             |
| 1909                                                                                                   |                                                                                  |                                                                               |                                                                                             |                                                                                |                                                         | Alexander Ritter von Gayer Präsident der Eisenbahndirektion Ludwigshafen 1909–1917 († 1917) |

## Fahrzeuge Regelspur

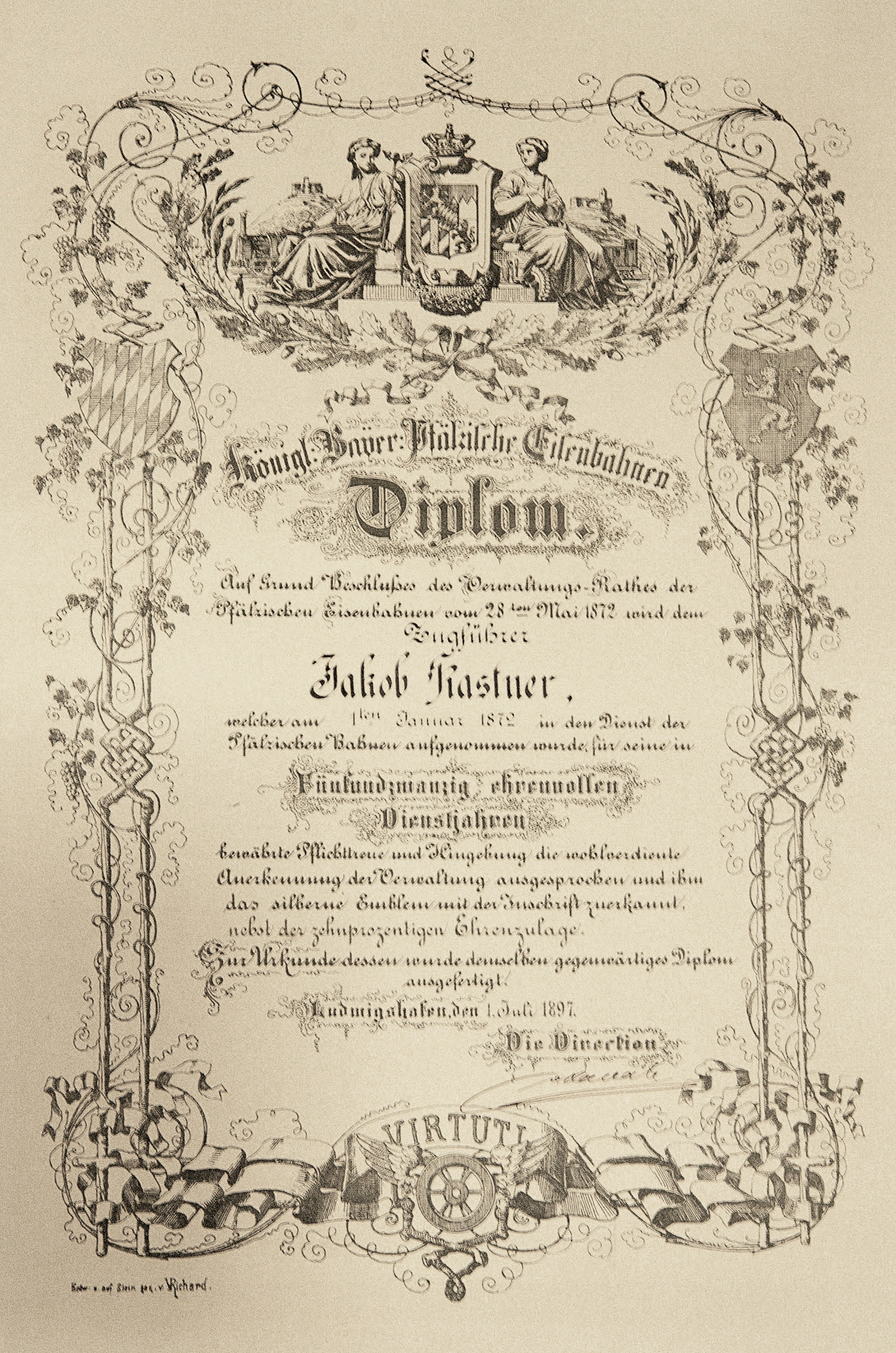
Ehrendiplom zum 25-jähgrigen Dienstjubiläum von Jakob Kastner, 1897

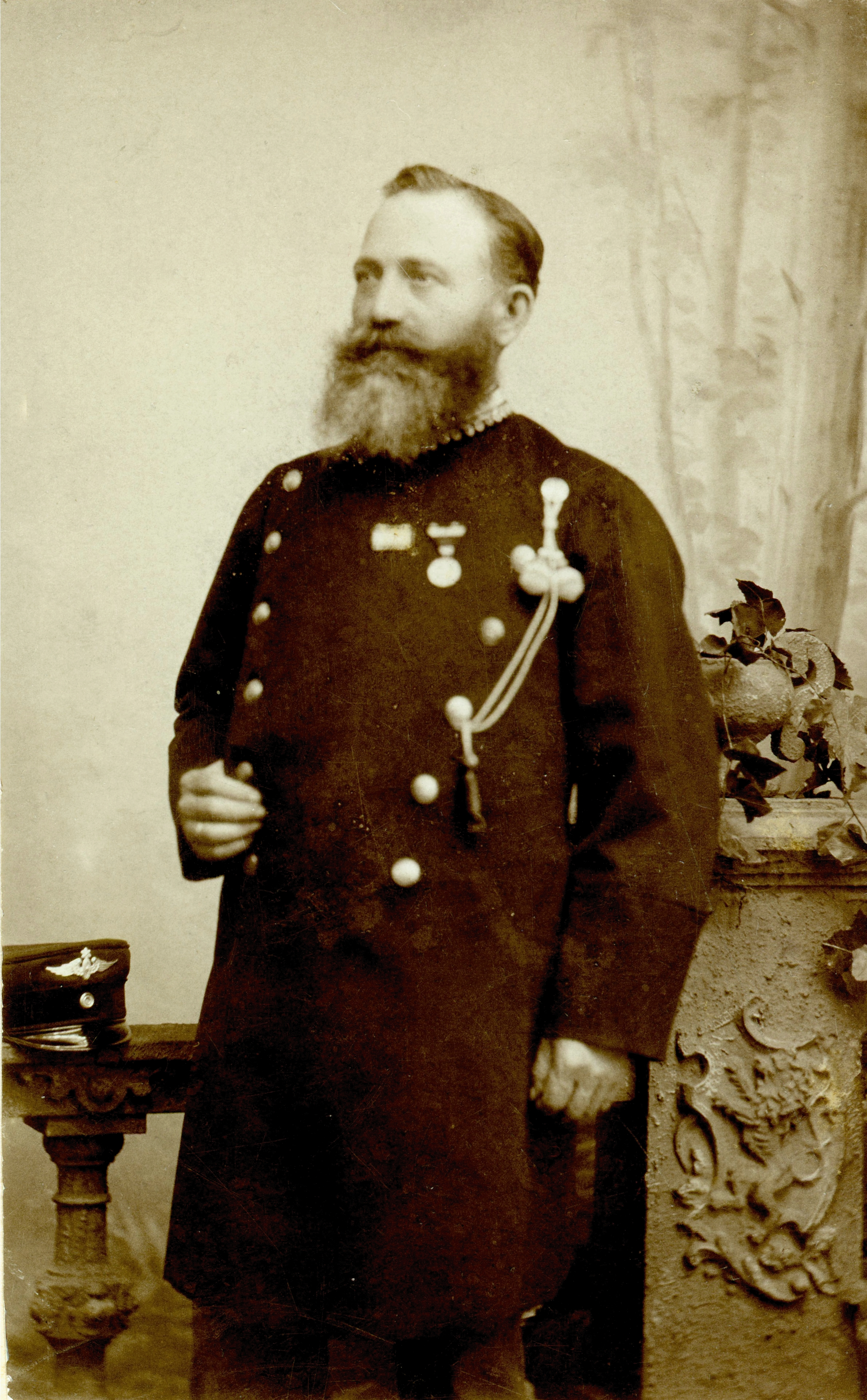
Zugführer Jakob Kastner, 1897

Bei den Fahrzeugen ist zu unterscheiden zwischen denen der Regelspur 1435 mm und den bei der Pfalzbahn ebenfalls zum Einsatz gekommenen Schmalspur mit 1000 mm Spurweite.
Das Eigentumskennzeichen aller Fahrzeuge war bis 31. Dezember 1908 Pfalz B. danach bis zur Übernahme in die DR K.Bay.Sts.B. zusammen mit dem Wappenschild mit blau-weißem Rautenmuster und der Direktionskennung „Ludwigshafen“. Die Wagen der gemeinsam verwalteten pfälzischen Gesellschaften wurden zunächst in einem gemeinsamen Nummernsystem geführt. Die Personenwagen der I. und II. Klasse begannen mit der Nummer 1, die der III. Klasse mit der Nummer 101, die Packwagen und Pferdewagen schlossen sich mit den Nummern ab 201 daran an. Dieses Nummernkorsett erwies sich zu Beginn der Beschaffungswelle der Jahre ab 1870 als zu eng und wurde durch das folgende Nummernkonzept ersetzt:
- Nr.     1 bis  3000     für die Wagen der Ludwigsbahn
- Nr.  3001 bis  5000     für die Wagen der Nordbahn
- Nr.  5001 bis  5999     für die Wagen der Maximiliansbahn
- Nr.  6000 und folgende  für Wagen der Ludwigsbahn und schließlich für alle Neuzugänge ohne Unterteilung zu einer der Gesellschaften.

Dieses Nummernschema blieb für Personenwagen nach der Übernahme in die Staatsbahn bestehen und wurde bis zur Umnummerierung durch die DR im Jahre 1923 genutzt. Allerdings erhielten die Güterwagen mit der Übernahme in die Staatsbahn 1909 neue Nummern.
Das Nummernschema der Lokomotiven begann bei der Nummer „1“ – der von Kessler 1846 gebauten Lok der Gattung 1A1 mit Namen „Haardt“ – und ging bis zur Nummer 410, wobei die Nummern ausgemusterter Maschinen neu vergeben wurden und somit Mehrfachbelegungen möglich waren. Noch insgesamt 315 Maschinen der Pfalzbahnen waren im vorläufigen Umzeichnungsplan von 1923 aufgeführt. Im endgültigen von 1925 waren es nur noch 204 Maschinen.
Hier eine Übersicht über die Entwicklung des rollenden Materials zwischen 1883 und 1907, zuerst für die Normal- oder Regelspur.
|               | 1883  | 1889  | 1899  | 1907  | 1913 |
| ------------- | ----- | ----- | ----- | ----- | ---- |
| Personenwagen | 368   | 408   | 621   | 844   | 937  |
| Packwagen     | 138   | 140   | 165   | 194   | 201  |
| Postwagen     | 14    | 18    | 30    | 35    | 50   |
| Güterwagen    | 3.820 | 5.513 | 8.119 | 9.166 |      |
| Triebwagen    |       |       | 2     | 1     | 6    |
| Lokomotiven   |       | 188   |       | 354   | 353  |

### Triebfahrzeuge

#### Dampflokomotiven
Eine Zusammenstellung und Auflistung der bei den Pfalzbahnen zum Einsatz gekommenen Dampflokomotiven ist auf der Seite Liste der pfälzischen Lokomotiven und Triebwagen zu finden.

#### Triebwagen
In der Zeit vor der Jahrhundertwende 1900 erkannten viele Bahngesellschaften die Notwendigkeit, den Personenverkehr auf gering frequentierten Strecken wirtschaftlicher zu gestalten. Man plante dazu mit Hilfe von einfachen Dampftriebwagen beziehungsweise Akkumulatortriebwagen im sogenannten „Omnibusbetrieb“ diese Ziele zu erreichen. Die Pfälzischen Eisenbahnen nahmen dabei eine Vorreiterrolle ein. So ließ sich schon in der Generalversammlung von 1895 die Direktion der Pfalzbahnen unter anderem einen Etatposten „für probeweise Anschaffung eines Omnibuswagens mit elektrischem oder Gasmotorantrieb“ genehmigen. Die guten Erfahrungen mit diesem Probebetrieb veranlassten dann 1896 die Direktion „auch Probefahrten mit elektrischen Motorwagen auf normalspurigen Hauptbahnstrecken“ durchzuführen. Parallel erging das Angebot der Accumulatorenfabrik Hagen und der Elektrizitätsgesellschaft vorm. Schuckert & Cie. Nürnberg „zu diesem Zwecke zwei Personenwagen der III. Klasse unentgeltlich als Motorwagen einzurichten“.
Die Werkstätte der Pfalzbahnen in Ludwigshafen führte die entsprechenden Arbeiten durch, so dass im Februar 1897 die Versuchsfahrten mit diesen beiden Wagen – Nummer 226 und 5135 – auf den Strecken zwischen Ludwigshafen und Neustadt beziehungsweise Ludwigshafen und Frankenthal durchgeführt werden konnten. Ab dem 1. Mai 1897 stehen beide Wagen im Plandienst von Ludwigshafen nach Neustadt beziehungsweise nach Worms. Bis zum Jahresende werden 48.810 km zurückgelegt und 51.282 Personen befördert.
Nach den guten Erfahrungen mit den diversen Akkumulatortriebwagen – sowohl auf Schmal- als auch auf Regelspur – beschafften die Pfälzischen Eisenbahnen 1904 erstmals einen Dampftriebwagen bei der damals für diese Traktionsart bekannten Firma Ganz aus Budapest. Dieser Dampftriebwagen mit der Nummer P.B.I. wurde auf der „unteren Glantalbahn“ im Streckenabschnitt Lauterecken-Staudernheim eingesetzt. Er hatte die Klassen II und III, insgesamt 33 Sitzplätze und konnte bis zu zwei Personen- oder Güterwagen mitführen. Der Testbetrieb erfüllte jedoch nicht die Erwartungen. Häufige Schäden und der Tatsache, dass nur ein Führerstand vorhanden war – Richtungswechsel an den Endpunkten mussten durch Wenden des Fahrzeugs ausgeglichen werden – führten zu sehr geringen jährlichen Laufleistungen und damit zu einer schlechten Wirtschaftlichkeit. Da die schlechte Speisewasserversorgung in Odernheim für die häufigen Schäden als Ursache galt, wurde das Fahrzeug schon 1906 in die Südpfalz verlegt. Es kam dort auf den Streckenabschnitten Neustadt-Winden und Landau-Annweiler zum Einsatz. Die jährlichen Laufleistungen waren allerdings auch dort so – z. B. im Jahr 1906 nur 27.428 und 1908 nur 11.349 Kilometer – gering, dass die Verwaltung von weiteren Beschaffungen dieses Fahrzeugtyps absah.
Eine Zusammenstellung und Auflistung der bei den Pfalzbahnen zum Einsatz gekommenen Triebwagen ist in der Liste der pfälzischen Lokomotiven und Triebwagen enthalten.

### Wagen
Eine Zusammenstellung der verschiedenen Güterwagentypen – offene Wagen, gedeckte Wagen, Wagen der Sonderbauarten, sowohl der Regelspur als auch der Schmalspur – sind auf der Seite Liste der pfälzischen Güterwagen zu finden.
Eine Zusammenstellung der verschiedenen Personenwagentypen – Abteilwagen, Durchgangswagen, Lokalbahnwagen, Salonwagen, sowohl Regelspur als auch Schmalspur – ist auf der Seite Liste der pfälzischen Personenwagen zu finden.

#### Güterwagen
Schon mit der ersten Bestellung durch v. Denis 1846 (80 Personen- und insgesamt 300 Güterwagen) wurde ausgedrückt, welchen Schwerpunkt die Pfalzbahnen auf den Transport von Gütern legten. Schließlich war ja der geplante Abtransport der Kohlen aus den Gruben um Bexbach einer der Gründe für die Konzession der Pfälzischen Ludwigsbahn gewesen.

#### Personenwagen
Während bei den Württembergischen Staatseisenbahnen schon in der Frühzeit der Wagenbeschaffung mit vierachsigen Durchgangswagen operiert wurden, wurden bei den Pfälzischen Eisenbahnen wie bei anderen Süddeutschen Bahngesellschaften Abteilwagen zum Träger des Personenverkehrs. Die erste Beschaffungsserie zur Eröffnung der Ludwigsbahn zeigte noch Wagen nach dem „englischen System“, also Zweiachser mit Wagenaufbauten in Postkutschenform. Aber schon die nächsten Beschaffungsserien zeigten die klassische Bauform des Süddeutschen Abteilwagens mit leicht eingezogenen seitlichen Wagenwänden, leicht gewölbtem Dach und ohne Oberlichtaufbau. Die anfänglich noch vorhandenen offenen Wagen der vierten Klasse wurden schon 1851 aus dem Betrieb genommen. Ab 1861 kam die zweite Generation von 2-achsigen Wagen zum Einsatz. So wurden bis 1890 etwa 407 Wagen neu beschafft, bei denen mit 284 Wagen der Fokus auf Wagen der 3. Klasse lag. Diese Summe enthält 24 kombinierte Wagen vom Typ CPost mit 2 oder 3 Abteilen. Mit 112 Wagen war die Type AB mit 3 bis 4 Abteilen vertreten. Die letzten 2-achsigen Abteilwagen sind ab 1892 beschafft worden, wobei es sich hier ausschließlich um solche der 3. Klasse handelte mit unterschiedlichen Abteil- und Abortausstattung. Diese Wagen hatten ein gewölbtes Dach (Tonnendach). Die ersten dreiachsigen Abteilwagen wurden ab 1890/91 beschafft. Es handelte sich dabei um AB-Wagen mit Oberlichtaufbau und Tonnendach nach Blatt 007. Bis 1915 wurden insgesamt 513 Wagen beschafft, der Großteil mit den Gattungen C3 und D3 (ab 1907). Die D3 Wagen entsprachen dabei den preußischen Vorbildern, jedoch hatten sie keinen Oberlichtaufbau. Für den Einsatz in den seit der Jahrhundertwende 1900 stärker aufkommenden D-Zügen mussten die Pfälzischen Eisenbahnen 4-achsige Abteilwagen für den Wagenaustausch mit den benachbarten Gesellschaften beschaffen. Es handelt sich dabei um insgesamt 22 Wagen der Gattungen AB4 und C4. Der Kasten eines ehemals zweiachsigen Personenwagens aus dem Jahr 1872/73, der zunächst in der dritten, ab 1901 in der vierten Wagenklasse eingesetzt wurde, ist erhalten und gehört heute zum Bestand des Eisenbahnmuseums Neustadt/Weinstraße. Er ist eines der ältesten Fahrzeuge der Pfalzbahn, das erhalten ist.
Durchgangswagen – also solche mit Seitengang und geschlossenen Übergängen mit Faltenbalg – wurden bei den Pfälzischen Eisenbahnen erst mit dem Aufkommen der D-Züge um 1900 beschafft. So kam es zwischen 1898 und 1911 zur Beschaffung von insgesamt 50 Wagen der Gattungen AB4ü und C4ü, also vierachsigen Durchgangswagen.
Zweiachsige Durchgangswagen gab es nur im Bereich der Lokalbahnen, und dort mit offenen Endplattformen und Übergängen. Insgesamt 14 Stück wurden von den Pfälzischen Nordbahnen im Rahmen des Baus der Lautertalbahn Kaiserslautern – Lauterecken als sogenannte „Intercommunikationswagen“ beschafft und hatten die Gattungen BCiL, CiL, PiL und PPostiL.

#### Packwagen
Die Pfalzbahnen unterschieden bei den Packwagen nicht, ob diese für den Einsatz in Güter- oder Personenzügen gedacht waren.
Bei der Beschaffung orientierten sie sich bis auf wenige Ausnahmen an den Wagenarten der Königl. Bayerischen Staatsbahn. Für die dreiachsigen Wagen nach Blatt 084 standen die preußischen Wagen nach Musterblatt IIa 1 Pate, während für die vierachsigen Wagen nach Blatt 87 die Preußen nach Musterblatt DIIa 9 Pate standen.

#### Postwagen
Die Beförderung der Post in der bayerischen linksrheinischen Provinz unterstand der Königlich Bayerischen Post und nicht der Kaiserlichen Post. Schon ab dem 15. April 1853 verkehrten Bahnpostkurse auf der Ludwigsbahn zwischen Ludwigshafen und Bexbach. Diesem Betrieb lag eine Vereinbarung mit der bayerischen Postverwaltung vom 11. April 1853 zu Grunde. Darin heißt es:

„die Gesellschaft übernimmt die Verpflichtung, für die Beförderung der Fahrpoststücke sowie zur Einrichtung der Bahnposten eigene für den Dienst zweckmäßig konstruierte, mit den nötigen Adaptierungen versehene Wagen herzustellen und der Königl. Postanstalt nach deren freien Wahl […] zur Verfügung zu stellen“

Hierfür erhielt die Gesellschaft eine Kostenerstattung. Diese der Gesellschaft der Pfalzbahnen gewährte Kostenerstattung war Anlass für die B.O.B. auf gleiches Recht und auf gleiche Bezahlung zu pochen.
Da der Wagenpark der Pfalzbahnwagen schon früh durch Wagen aus dem rechtsrheinischen Bayern aufgestockt wurde, umfasste er im Wesentlichen nur zwei Bauarten:
- die Wagen nach Blatt 69, gebaut um 1872
- die Wagen nach Blatt 72, gebaut um 1887–1902

Für die meterspurigen Lokalbahnen wurden kombinierte Gepäck- und Postwagen beschafft, da das Aufkommen an Post für diese Strecken alleine nicht groß genug war für eine eigene Wagenart.

#### Kombinierte Wagen
Insbesondere auf Strecken mit geringem Post- oder Packstückaufkommen versuchten die Eisenbahngesellschaften durch den Einsatz von Wagen mit kombinierten Gattungen – also Personen- und Packwagen, oder Personen- und Postwagen sowie Pack- und Postwagen – die jeweiligen Wagengattungen möglichst kostengünstig und effizient zu nutzen. So wurden schon von Beginn an auf den Lokalbahnstrecken Kaiserslautern – Lauterecken oder Landstuhl – Altenglan (Kusel) derartige Wagen zum Einsatz gebracht.
Bei den Vollbahnwagen gab es die der Gattung CPost und PPost, also Postwagen mit Abteile(n) der dritten Klasse beziehungsweise kombinierte Gepäck- und Postwagen, bei den Lokalbahnwagen die der Gattung PPostL. Die Stückzahlen der einzelnen Typen waren gering, teilweise nur ein Wagen.

## Fahrzeuge Schmalspur
Mit dem Bayerischen Lokalbahngesetz vom April 1882 wurde für die Pfalz die gesetzliche Grundlage zur Entwicklung und zum Bau von Sekundärbahnen im Hinterland der sich rasch entwickelnden Industriestädte Ludwigshafen und Frankenthal geschaffen. Immer mehr Menschen aus den umliegenden Gemeinden fanden Arbeit in den aufstrebenden Industriestätten. Da diese Gemeinden abseits der vorhandenen Eisenbahnstrecken lagen, bedeutete dies für die Arbeitnehmer lange Fußmärsche bei Wind und Wetter, um zum Arbeitsplatz zu kommen. Es gab also einen größeren Bedarf an geeigneten Transportmitteln. Erst das aufkeimende Interesse auswärtiger Unternehmen am Bau und Betrieb solcher Sekundärbahnen veranlasste ein Umdenken bei den Gesellschaften der Pfalzbahn selbst, solche Bahnen zu bauen und zu betreiben. Aus dieser Vorgeschichte ergibt sich, dass der Fokus der frühen Beschaffungen für die Schmalspurbahnen auf dem Personenverkehr lag und der Güterverkehr nur eine untergeordnete Rolle besaß.
Die Pfalzbahn betrieb insgesamt vier Schmalspurstrecken:
- die Lokalbahn von Ludwigshafen über Dannstadt nach Meckenheim, eröffnet 1890
- die Lokalbahn von Ludwigshafen nach Groß-Karlbach, eröffnet 1891
- und die Lokalbahn von Speyer über Geinsheim nach Neustadt a/Haardt – bis Geinsheim eröffnet 26. August 1905, bis Neustadt eröffnet 31. Oktober 1908 – welche alle von der Ludwigsbahn gebaut wurden
- die Lokalbahn Alsenz nach Obermoschel, eröffnet am 1. März 1903 – welche von der Nordbahn gebaut wurde.

Lange Jahre waren diese Linien ohne Konkurrenz und so in ihrem Bestand geschützt. Mit dem aufkommenden Kraftpostverkehr in den 1930er Jahren kam es oftmals zu einer direkten Konkurrenz zwischen Omnibuslinien und den Lokalbahnen. Dies führte z. B. am 11. Juni 1933 zur Einstellung des Lokalbahnverkehrs zwischen Ludwigshafen-Hauptbahnhof und Mundenheim. Die Strecken wurden oft noch weiter benutzt für den saisonalen Zuckerrübenverkehr.
Am 24. Dezember 1955 fand der Lokalbahnbetrieb in der Vorderpfalz nach 65 Jahren mit dem letzten Zuckerrübenzug sein Ende. Die Strecken wurden abgebaut und existieren heute nicht mehr.

### Triebfahrzeuge

#### Lokomotiven
Eine Zusammenstellung und Auflistung der bei den Pfalzbahnen zum Einsatz gekommenen Schmalspurlokomotiven ist auf der Seite Liste der pfälzischen Lokomotiven und Triebwagen zu finden.

#### Triebwagen
Mit der 1885 getroffenen Entscheidung ihrer Generalversammlung zur „Anschaffung eines Ommnibuswagens“ bewiesen die Pfalzbahnen einmal mehr ihr Gespür für technisch sinnvolle Innovationen. Ihre Pionierleistung beim Einsatz der neuen Technologie und der erfolgreiche Betrieb der diversen Akkumulatorwagen veranlassten erst die benachbarte Direktion Mainz der K.P. u. G.H. zur Beschaffung solcher Wagen.
Die beiden 1896 beschafften Probewagen wurden nach insgesamt 36.285 km Laufleistung 1897 zurückgegeben und es erfolgte eine erste Beschaffung von zwei neuen, 4-achsigen Straßenbahn Motorwagen für 50 Personen. Sie werden 1898 mit den Nummern I und II in Betrieb genommen. Diesen beiden Wagen folgte 1900 der 2-achsige Trambahnwagen III. Im Herbst 1904 wird der „elektrische Motorwagenbetrieb“ auf der Strecke Ludwigshafen – Mundenheim eingestellt, da parallel die städtische Straßenbahn Ludwigshafen eine neue Linie in Betrieb nahm. Die Wagen I und II wurden in der Betriebswerkstätte Ludwigshafen zu Personenwagen zurückgebaut, die als Reservewagen zur Lokalbahn Alsenz–Obermoschel überstellt wurden. Der Wagen III blieb bis 1910 im Einsatzbestand und wurde ausgemustert.

### Wagen
Für die Schmalspurstrecken der Vorderpfalz sowie der Lokalbahn Alsenz-Obermoschel wurden bis 1907 insgesamt 238 Wagen gebaut. Zusätzlich wurden noch 20 schmalspurige Rollwagen zum Transport von Regelspurwagen beschafft. Die Entwicklung dieses Wagenbestandes und seine Verteilung auf die unterschiedlichen Typen verlief zwischen 1899 und 1907 wie in der nachfolgenden Tabelle aufgeführt:
| Wagentyp      | Stand 1892 | Stand 1899 | Stand 1907 |
| ------------- | ---------- | ---------- | ---------- |
| Personenwagen | 56         | 70         | 111        |
| Packwagen     | 6          | 8          | 14         |
| Güterwagen    |            | 64         | 109        |
| Triebwagen    |            | 2          | 1          |

Die Wagen waren alle mit Mittelpuffer ausgestattet und hatten alle – bis auf die Langholzwagen – einen einheitlichen Achsstand von 2700 mm. Die Personenwagen waren mit Saugluftbremsen (Vaccuumbremsen) der Bauart Körting ausgerüstet. Die Beleuchtung erfolgte entweder durch Kerzen, Öl oder Petroleum; beheizt wurden sie mit Dampf. Dies führte mit dem Aufkommen von Diesellokomotiven nach dem Zweiten Weltkrieg zu dem betrieblichen Kuriosum, dass mittels extra beschaffter Dampfspeicherwagen für eine Beheizung der Personenwagen gesorgt werden musste.

#### Güterwagen
Obwohl der Fokus bei der Beschaffung auf dem Personentransport lag gehörten zur Grundausstattung der Lokalbahnen der Vorderpfalz neben dreißig offenen Güterwagen elf gedeckte und vier für den Langholztransport. Bis 1911 kamen nochmals siebenundvierzig offene und elf gedeckte Güterwagen hinzu. Diese Wagen waren durchweg mit zwei Achsen ausgestattet. Das Gros der Wagen bestand aus den offenen Hochbordwagen des Typs OwL (später OL), welche zum Transport der Massengüter wie Kohle, Düngemittel, Futter, Baustoffe und vor allem Zuckerrüben dienten. Insbesondere der saisonale Zuckerrübentransport zu den vorderpfälzischen Zuckerfabriken wurde in den späteren Jahren zum Hauptverkehrsträger.
Die gedeckten Güterwagen der Gattung GwL (später GL) entsprachen dem zur Beschaffungszeit verbreiteten Wagentyps des Kastenförmigen Wagens mit leicht gerundetem Tonnendach, stirnseitigter Bremserbühne mit Handspindelbremse und seitlichen Schiebetüren. Der 1911 und 1914 beschaffte Nachbau dieses Wagens war etwas höher und hatte verschließbare, seitliche Lüftungsklappen. Mit diesen Wagen wurde alles transportiert was witterungsabhängig war und nicht in offenen Wagen transportiert werden konnte. Auch der Transport von Tieren war gestattet. Zum Transport von Milch wurden einige speziell mit Regalen und langen, seitlichen Trittbrettern ausgestattete Wagen beschafft.
Die für den Langholztransport beschafften Drehschemelwagen der Gattung HwL (später HL) hatten mit nur 1800 mm einen kürzeren Achsstand als die übrigen Schmalspurwagen und wurden immer paarweise eingesetzt. So war es möglich, bei einer Gesamtwagenlänge von 4800 mm bis zu 8000 mm lange Stämme bis zu einem Gewicht von 15,0 t zu transportieren.
Güter- wie Personenwagen hatten alle vierstellige Ordnungsnummern, die sie nach dem Wechsel zur Staatsbahn und nach der Übernahme zur DRG behielten. Details zu den verschiedenen Wagentypen, Beschaffungsdaten sowie Wagennummern sind auf der Seite Liste der pfälzischen Güterwagen zu finden.

#### Personenwagen
Für die drei in der Auflistung der pfälzischen Schmalspurstrecken zuerst genannten Bahnen wurden in der Zeit zwischen 1889 und 1907 insgesamt 109 Personenwagen und 14 kombinierte Gepäck- und Postwagen, für die Lokalbahn der Nordbahnen je zwei Personen- und zwei kombinierte Gepäck- und Postwagen beschafft. Zusätzlich zu diesen Wagen wurden noch 111 Güterwagen und 200 „Transporteure“ – sprich Rollböcke – beschafft.
Bestand und Beschaffung:
| Gattung | Anzahl | Betriebsnummern | Beschaffungs- jahr | Bemerkung                |
| ------- | ------ | --------------- | ------------------ | ------------------------ |
| BL      | 6      | 9 301 – 9 306   | 1890               |                          |
| BL      | 2      | 9 307 – 9 308   | 1895               |                          |
| CL      | 60     | 9 321 – 9 380   | 1889–1895          |                          |
| PPostL  | 8      | 9 381 – 9 388   | 1889–1894          |                          |
| CL      | 3      | 9 389 – 9 391   | 1889               |                          |
| CL      | 12     | 9 309 – 9 320   | 1900               |                          |
| CL      | 5      | 9 392 – 9 396   | 1904               |                          |
| PPostL  | 4      | 9 397 – 9 400   | 1905/07            |                          |
| BCL     | 3      | 9 298 – 9 300   | 1904               |                          |
| BCL     | 2      | 9 296 – 9 297   | 1904/07            | Umbau aus I und II       |
| CL      | 15     | 9 276 – 9 290   | 1907               |                          |
| BCL     | 1      | 9 295           | 1907               |                          |
| BCL     | 2      | 4 281 – 4 282   | 1903               | für Alsenz – Obermoschel |
| PPostL  | 2      | 4 285 – 4 286   | 1903               | für Alsenz – Obermoschel |

#### Kombinierte Wagen
Für die meterspurigen Lokalbahnen wurden kombinierte Gepäck- und Postwagen beschafft, da das Aufkommen an Post für diese Strecken alleine nicht groß genug war für eine eigene Wagenart. Es gab insgesamt nur Wagen der kombinierten Gattung PPostL mit insgesamt 3 Typen und 25 Wagen.